# Abbey Murphy
Abbey Murphy (ur. 14 kwietnia 2002 w Evergreen Park) – amerykańska hokeistka, reprezentantka kraju, wicemistrzyni olimpijska z Pekinu 2022 i wicemistrzyni świata.

## Kariera klubowa
Karierę rozpoczęła w juniorskich drużynach Chicago Mission (w latach 2014-2016 U14, w latach 2016-2018 U16 w High Performance Hockey League, w latach 2018-2020 U19 w Tier 1 Elite Hockey League).
Od sezonu 2020/2021 jest hokeistą drużyny Uniwersytetu Minnesoty, występującej w lidzie hokejowej National Collegiate Athletic Association.

## Kariera reprezentacyjna
W latach 2018–2020 była w kadrze reprezentacji Stanów Zjednoczonych do lat 18.
W 2021 zadebiutowała w reprezentacji seniorskiej, otrzymując powołanie na Mistrzostwa Świata 2021, na których wraz z drużyną wywalczyła wicemistrzostwo.
W 2022 znalazła się w olimpijskiej reprezentacji Stanów Zjednoczonych. Na igrzyskach w Pekinie w 2022 drużyna amerykańska zajęła 2. miejsce. Murphy zagrała we wszystkich 7 spotkaniach, które rozegrały Amerykanki.